# Nesvatkove, Oleksandrivka
Nesvatkove (în ucraineană Несваткове) este o comună în raionul Oleksandrivka, regiunea Kirovohrad, Ucraina, formată numai din satul de reședință.

## Demografie
Componența lingvistică a comunei Nesvatkove
     Ucraineană (97,03%)
     Rusă (2,11%)
     Alte limbi (0,87%)
Conform recensământului din 2001, majoritatea populației comunei Nesvatkove era vorbitoare de ucraineană (97,03%), existând în minoritate și vorbitori de rusă (2,11%).